# Syros
Syros (druhý pád Syru, řecky Σύρος) je ostrov v Řeckém souostroví Kyklady ve Středozemním moři. Leží jihozápadně od ostrova Tinos, severně od ostrova Paros a západně od ostrova Mykonos. Rozloha ostrova činí 84,07 km², nejvyšší bod Pirgos dosahuje 442 m. Spolu s neobývaným ostrovem Gyaros a menšími okolními ostrůvky tvoří jednu obec, která se jmenuje Syros-Ermupoli a jednu regionální jednotku, která se jmenuje Syros a patří pod kraj Jižní Egeis. Na ostrově Gyaros se nachází nejvyšší bod regionální jednotky i obce Syros-Ermupoli zvaný Profitis Ilias (490  m).

## Obyvatelstvo
V obci Syros-Ermupoli a tedy i v regionální jednotce Syros v roce 2011 žilo 21507 obyvatel, z nichž 21505 žilo na hlavním ostrově a 2 na ostrově Varvarousa. Největším městem a sídlem obce a regionální jednotky je Ermupoli, které je zároveň i sídlem kraje Jižní Egeis. Přes 750 obyvatel mají ještě Vari, Manna, Ano Syros a Poseidonia. Obec Syros-Ermupoli tvoří tři obecní jednotky, které se dále skládají z devíti komunit a ty z jednotlivých sídel, tj. měst a vesnic. V závorkách je uveden počet obyvatel obecních jednotek a komunit.
- Obecní jednotka Ano Syros (3877) – Ano Syros (2133), Galissa (515), Chrouson (269), Pagou (960).
- Obecní jednotka Ermupoli (13737) – Ermupoli (11407), Manna (2330).
- Obecní jednotka Poseidonia (3893) – Varis (2027), Poseidonia (928), Foinikos (938).

### Členění komunity
- Komunita Ano Syros se skládá z vlastního města Ano Syros (862), vesnic Agios Dimitrios (56), Ai Michalis (11), Alithini (89), Episkopeion (500), Kinion (560), Mittakas (26), Papouri (4), Plati Vouni (544), Foinikia (10), Chalandriani (3) a ostrovů Gyaros (0) a Varvarousa (2).

## Dějiny
Syros byl osídlen již od třetího tisíciletí před Kr. Byl jedním z center kykladské kultury, následně byl vystaven minojskému vlivu, později byl ovlivněn mykénskou civilizací a jmenoval se Συρίη (Syrie). Nakonec se zde usadili Iónové a byl spojencem Athén.
Později byl ovládnut Římskou říší a v 4. stol. spadal pod Byzantskou říši. V 13. stol. Syros ovládli Benátčané a místní obyvatelé přestoupili na katolickou víru, přičemž si uchovali řecký jazyk. Katolickou víru si obyvatelé udrželi i během turecké nadvlády. V 19. století na ostrově žilo 4 000 obyvatel, ale během Řecké války za nezávislost se zde usadili Řekové z ostrovů Dodekanés a z Malé Asie, kteří se sem uchýlili před Turky. Tito uprchlíci založili město Ermupoli a přinesli sem pravoslavnou církev. Koncem 19. stol. zde žilo už 22 000 obyvatel. Začátkem 20. stol. se mnoho obyvatel z ostrova usadilo v Athénách a Pireu. Obyvatelé ostrova byli známí jako podnikatelé. Z ostrova Syros pocházel i slavný řecký zpěvák Markos Vamvakaris a původem i známý spisovatel Nikos Dimou.

## Náboženství
Ostrov je významné centrum římskokatolické církve v Řecku. Římskokatolická diecéze Syros (a Mélos) vznikla ve 13. století, v roce 2014 měla v 15 farnostech 7 020 věřících, tj. 22,4 % z 31 300 obyvatel.